# Моншан (Кальвадос)
Монша́н (фр. Montchamp) — коммуна во Франции, находится в регионе Нижняя Нормандия. Департамент коммуны — Кальвадос. Входит в состав кантона Васси. Округ коммуны — Вир.
Код INSEE коммуны — 14442.

## Население
Население коммуны на 2010 год составляло 553 человека.
| 1962 | 1968 | 1975 | 1982 | 1990 | 1999 | 2010 |
| ---- | ---- | ---- | ---- | ---- | ---- | ---- |
| 611  | 606  | 523  | 508  | 523  | 521  | 553  |

## Экономика
В 2010 году среди 344 человек трудоспособного возраста (15—64 лет) 249 были экономически активными, 95 — неактивными (показатель активности — 72,4 %, в 1999 году было 72,1 %). Из 249 активных жителей работали 231 человек (129 мужчин и 102 женщины), безработных было 18 (6 мужчин и 12 женщин). Среди 95 неактивных 16 человек были учениками или студентами, 43 — пенсионерами, 36 были неактивными по другим причинам.